# Martin Imboden

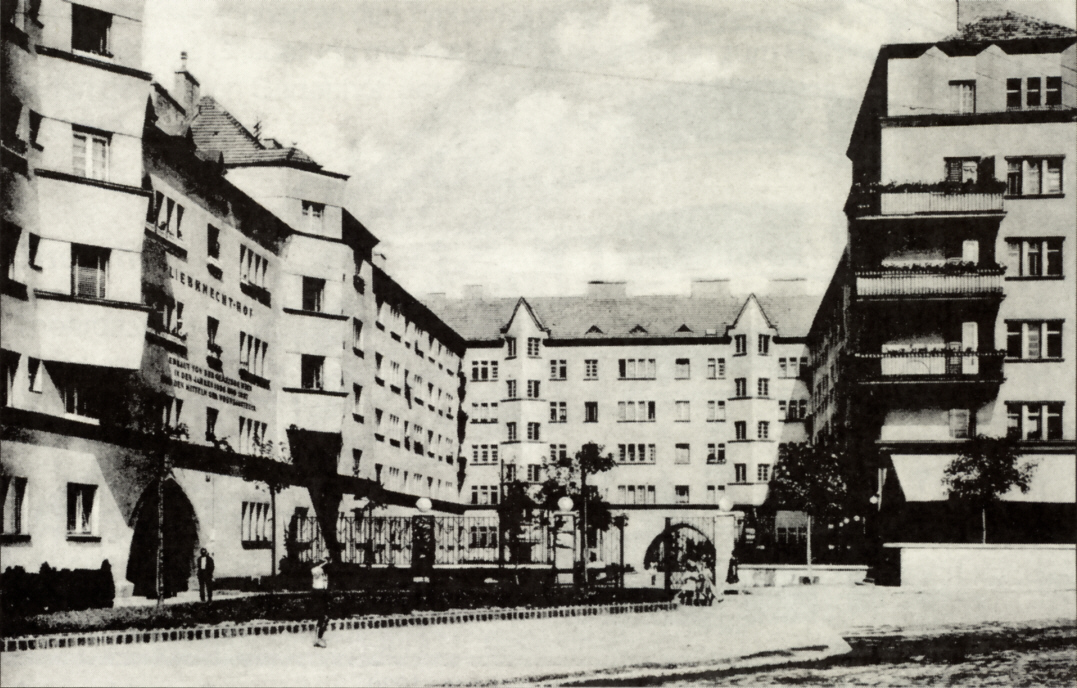
Liebknechthof 1930: Imbodens Wiener Wohngelegenheit

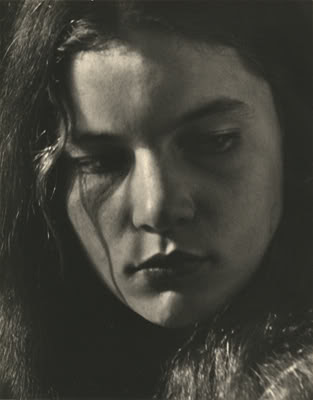
Unbekanntes Datum

Martin Imboden  (* 10. November 1893 in Stans, Nidwalden; † 19. August 1935 in Zürich) war ein Schweizer Fotograf.

## Leben
Martin Imboden wurde im Niederdorf in Stans als Sohn eines Senns geboren und wuchs in Oberdorf und Stans auf. Von 1909 bis 1912 absolvierte er eine Möbelschreinerlehre, an die sich von 1913 bis 1917 Wanderjahre als Schreinergeselle in der Schweiz und Frankreich anschlossen. Von 1918 bis 1929 übte er den Schreinerberuf in Basel und Zürich aus. Um 1923 begann er in der Freizeit zu fotografieren, insbesondere Landschaften, Porträts und Tanzaufnahmen. 1925 erschien seine erste Fotoreportage.
Ab 1929 machte er sich als Fotograf selbständig und begab sich auf Wanderschaft. Sein erster Aufenthaltsort war Wien, wo er Kurse an der Volksbildungsstätte  Urania und an der Tonikerschule der Photo-Sezession Wien besuchte. In Wien machte er Aufnahmen der Gemeindebauten des Roten Wien, Studien in der Tanzschule von Gertrud Kraus, Porträts, Strassenszenen und regelmässige Veröffentlichungen in der  Illustrierten Der Kuckuck. Von Wien aus unternahm er Reportagereisen in den Balkan, durch Europa und nach Nordafrika. Nach dem Februaraufstand 1934 in Wien übersiedelte er nach Paris. Zwischen seinen Reisen lebte und arbeitete er in Zürich.
Er verunglückte im Alter von 42 Jahren mit dem Fahrrad tödlich.

## Werk
Imbodens Werk widerspiegelt das Spannungsfeld der Amateur-, Arbeiter- und Avantgardefotografie. Als zutiefst menschlicher Beobachter schuf er eindrückliche sozialdokumentarische Bilder. Er fand Anschluss an verschiedene künstlerische Richtungen zwischen Kunstfotografie und Neuer Fotografie. Seine Bilder wurden unter anderem in den folgenden Zeitungen und Zeitschriften veröffentlicht: Basler Illustrierte, Die Bühne (Wien), Camera, Föhn, Paris Magazine (Paris); Profil (Wien), Zeitbilder (Tages-Anzeiger, Zürich), Schweizer Illustrierte Zeitung, Zürcher Illustrierte. Der internationale Vertrieb seiner Fotografien erfolgte durch die Agentur Schostal. Er arbeitete für zahlreiche Schulen des freien Tanzes. Er porträtierte Tänzerinnen und Künstler wie Gertrud Kraus, Jula und Eric Isenburger. Sein Nachlass befindet sich bei der Schweizerischen Stiftung für die Photographie in Winterthur.

## Ausstellungen
- Luzern 1932: 1. Internationale Ausstellung für künstlerische Photographie
- Wanderausstellung der Wiener Photosektion der Naturfreunde 1933
- Ausstellung in Winterthur 1934
- Weihnachtsausstellung des Schweizerischen Werkbundes in Zürich 1934
- Kunstgewerbemuseum Zürich 1935: Gedächtnisausstellung Martin Imboden
- Kunstgewerbemuseum Zürich 1936: Der Brunnen
- Kunstgewerbemuseum Zürich 1936: Schweizer Architektur und Werkkunst 1920 bis 1936
- Nidwaldner Museum, Stans 1996: Martin Imboden. Ein vergessener Fotograf
- Fotostiftung Schweiz, Winterthur 2006: Vergessen & verkannt. Sieben Positionen aus der Sammlung der Fotostiftung Schweiz
- Albertina: Acting for the Camera. Bis 30. Mai 2017